# Coptostomella
Coptostomella is een geslacht van uitgestorven weekdieren uit de klasse van de Gastropoda (slakken). Exemplaren van dit geslacht zijn slechts als fossiel bekend.

## Soort
- Coptostomella pupa Finlay & Marwick, 1937 †